# Faille
Faille är ett tämligen styvt sidentyg, som tidigare tillverkades av natursilke men som numera även är av viskos. Faille, vars yta har en tydlig lyster, används i huvudsak till finare klänningar, kjolar och underkjolar.